# Nynäshamns köping
Nynäshamns köping var en tidigare köping i Stockholms län.

## Administrativ historik
År 1911 utbröts Nynäshamn ur Ösmo landskommun för att bilda en köping. Köpingen ombildades 1946 till Nynäshamns stad.
1943 överfördes vissa områden från Ösmo till köpingen, omfattande en areal av 2,57 kvadratkilometer.
Köpingen tillhörde Ösmo församling.

## Politik

### Mandatfördelning i valen 1938-1942
| 20 | 2 |  | 2 |

| 24 |

| 2 | 23 | 5 |

| 26 |